# 리라아트고등학교
리라아트고등학교는 대한민국 서울특별시 중구 예장동에 위치한 사립 고등학교로, 이 학교는 1952년에 첫 개교되었다.

## 학교 연혁
- 1952년 5월 20일 : 직업소년학교 설립(설립자 권응팔)
- 1963년 2월 22일 : 리라공업학교 개편
- 1963년 3월 2일 : 초대 교장 권응팔 설립자 취임
- 1963년 12월 10일 : 고등학교 학력인정 지정
- 1992년 10월 13일 : 리라공업고등학교 개편
- 2000년 9월 1일 : 리라컴퓨터고등학교 개편
- 2009년 1월 1일 : 리라아트고등학교 개편

## 설치 학과
- 건강과학과
- 영상음악콘텐츠학과
- 디지털사운드콘텐츠학과
- 컴퓨터미디어학과
- 건강과학과

## 참고 자료
- 리라아트고등학교 - 한국교육학술정보원 학교알리미